# Sortez des rangs
Pour plus de détails, voir Fiche technique et Distribution.
Sortez des rangs, sorti en 1996, est le premier film français de Jean-Denis Robert, fils du réalisateur Yves Robert.

## Synopsis
1919, le père du petit Michel, 11 ans, a été fusillé pendant la Première Guerre mondiale pour mutinerie, il veut le venger.

## Fiche technique
- Réalisation : Jean-Denis Robert
- Scénario : Jean Amila d'après son roman Le Boucher des Hurlus et Jean-Denis Robert
- Décors : Jacques Dugied
- Date de sortie : 8 mai 1996 (France)

## Distribution
- Laure Duthilleul : Madeleine
- Stanislas Crevillén : Michel
- Josiane Lévêque : La Mère Velin
- Pierre-Arnaud Crespeau : Deveau
- Erwan Dujardin : Aristide
- Cédric Cousin : Beurré
- Anne Sée : La tante Thérèse
- Danièle Delorme : Mme Germaine
- Didier Flamand : Le capitaine
- Jean-François Dérec : Le guide